# Ishøj
Ishøj este un oraș în Danemarca.